# Municipio de Shine
El municipio de Shine (en inglés: Shine Township) es un municipio ubicado en el  condado de Greene en el estado estadounidense de Carolina del Norte. En el año 2010 tenía una población de 1.780 habitantes.

## Geografía
El municipio de Shine se encuentra ubicado en las coordenadas 35°27′41.58″N 77°46′19.92″O / 35.4615500, -77.7722000.